# Norbergs gravkapell

Norbergs gravkapell eller Östra kyrkogårdens gravkapell är ett gravkapell på Östra kyrkogården i Norberg-Karbennings församling i Norbergs kommun.
Kapellet är ritat av arkitekten Ferdinand Boberg och invigdes 1904. Ytterväggarna är klädda med rött tegel och yttertaket är belagt med svarta skifferplattor. Kyrkorummet har ett altare av marmor. På altaret står ett oxiderat och förgyllt krucifix som är tillverkat av AB Förenade Konstgjuterierna i Stockholm.
Kapellet tillhör begravningsverksamheten. Där hålls begravningsakter även för dem som inte tillhör Svenska kyrkan.